# ارثیه (فیلم)
ارثیه فیلمی به کارگردانی کاظم بلوچی و نویسندگی کاظم بلوچی، محمود سمیعی، مهدی حقی ساختهٔ سال ۱۳۶۷ است.

## خلاصه داستان
مرد متمکنی، که از خصایل و رفتار دو فرزندش گلایه دارد، قبل از مرگ به آن‌ها می‌گوید که ثروتش را با گلدان عتیقه ای تعویض و در جایی پنهان کرده‌است و در صورتی که رفتار هر یک از فرزندان نیکوتر باشد از طریق آدم‌هایی که وکیل او هستند به وی تعلق می‌گیرد. پس از مرگ پدر دو برادر به جای عمل کردن به وصیت پدر می‌کوشند یکدیگر را از میدان بدر کنند. آن‌ها عاقبت درمی یابند که هدف پدر ترغیب کردن آن دو به راست کرداری بوده‌است.

## بازیگران
- مصطفی طاری
- رضا بابک
- مرتضی احمدی
- رقیه چهره‌آزاد
- علی‌اصغر گرمسیری
- عزت‌الله رمضانی‌فر
- محمد پورستار
- محمود بصیری
- فرهاد خانمحمدی
- نصرت دستمزدی
- مهدی قبادی
- محمود بنفشه‌خواه
- حسین پناهی
- قنبر دلشادی
- میترا قربانی
- سوگند آکفی‌زنگنه
- کاظم شیرین سخن
- غلامحسین میرزایی
- اصغر خندان
- محمد ذوالفقاری
- شمس‌الله دولتشاهی
- حسن ابراهیمی
- علی‌نژادی
- ابراهیم مرادی
- سیداحمد رضایی
- محمد الهیاری
- داریوش اسدزاده